# Partecipanti al Tour de France 1954
Qui di seguito viene riportato l'elenco dei partecipanti al Tour de France 1954.

## Corridori per squadra
Nota: R ritirato, NP non partito, FT fuori tempo massimo
| Francia     | Francia               | Francia     | Svizzera             | Svizzera             | Svizzera             | Sud-Est       | Sud-Est            | Sud-Est       |
| ----------- | --------------------- | ----------- | -------------------- | -------------------- | -------------------- | ------------- | ------------------ | ------------- |
| 1           | Louison Bobet         | 1º          | 51                   | Carlo Clerici        | 12º                  | 91            | Siro Bianchi       | R 4ª/2ª       |
| 2           | André Darrigade       | 49º         | 52                   | Emilio Croci-Torti   | 56º                  | 92            | Jean Dotto         | 4º            |
| 3           | Adolphe Deledda       | 26º         | 53                   | Rolf Graf            | R 20ª                | 93            | Raymond Elena      | R 4ª/2ª       |
| 4           | Jean Forestier        | 27º         | 54                   | Hans Hollenstein     | R 6ª                 | 94            | Ahmed Kebaili      | R 11ª         |
| 5           | Raphaël Géminiani     | NP 18ª      | 55                   | Marcel Huber         | R 13ª                | 95            | Apo Lazaridès      | 13º           |
| 6           | Nello Lauredi         | 11º         | 56                   | Hugo Koblet          | R 13ª                | 96            | Lucien Lazaridès   | 24º           |
| 7           | Pierre Molinéris      | 59º         | 57                   | Ferdi Kübler         | 2º                   | 97            | Joseph Mirando     | 42º           |
| 8           | Raoul Rémy            | 38º         | 58                   | Martin Metzger       | R 13ª                | 98            | Pierre Polo        | FT 16ª        |
| 9           | Antonin Rolland       | 19º         | 59                   | Remo Pianezzi        | 50º                  | 99            | Francis Siguenza   | 61º           |
| 10          | Lucien Teisseire      | 23º         | 60                   | Fritz Schär          | 3º                   | 100           | Vincent Vitetta    | 8º            |
| Paesi Bassi | Paesi Bassi           | Paesi Bassi | Lussemburgo\ Austria | Lussemburgo\ Austria | Lussemburgo\ Austria | Île-de-France | Île-de-France      | Île-de-France |
| 11          | Henk Faanhof          | 47º         | 61                   | Marcel Dierkens      | 69º                  | 101           | Serge Blusson      | R 5ª          |
| 12          | Jules Maenen          | FT 10ª      | 62                   | Charly Gaul          | R 12ª                | 102           | Stanislas Bober    | 51º           |
| 13          | Jan Nolten            | 14º         | 63                   | Francis Gelhausen    | FT 14ª               | 103           | Jean Carle         | 48º           |
| 14          | Thijs Roks            | R 4ª/2ª     | 64                   | Willy Kemp           | 30º                  | 104           | Dominique Forlini  | 32º           |
| 15          | Adri Suykerbuyk       | R 22ª       | 65                   | Nicolas Morn         | R 14ª                | 105           | Raymond Hoorelbeke | 35º           |
| 16          | Hein van Breenen      | 20º         | 66                   | Jängy Schmit         | R 11ª                | 106           | Jean Le Guily      | 33º           |
| 17          | Nico van Est          | FT 10ª      | 67                   | Alfred Kain          | R 14ª                | 107           | Maurice Quentin    | 28º           |
| 18          | Wim van Est           | 16º         | 68                   | Kurt Schneider       | 68º                  | 108           | Attilio Redolfi    | R 14ª         |
| 19          | Gerrit Voorting       | 17º         | 69                   | Kurt Urbancic        | R 5ª                 | 109           | Henri Surbatis     | FT 12ª        |
| 20          | Wout Wagtmans         | R 20ª       | 70                   | Bertam Seger         | FT 2ª                | 110           | Alfred Tonello     | 58º           |
| Belgio      | Belgio                | Belgio      | Nord-Est / Centro    | Nord-Est / Centro    | Nord-Est / Centro    | Sud-Ovest     | Sud-Ovest          | Sud-Ovest     |
| 21          | Jean Brankart         | 9º          | 71                   | Gilbert Bauvin       | 10º                  | 111           | Philippe Agut      | 67º           |
| 22          | Alex Close            | 29º         | 72                   | Jean Bellay          | 66º                  | 112           | Louis Bergaud      | 7º            |
| 23          | Fred De Bruyne        | 36º         | 73                   | Jean-Marie Cieleska  | 46º                  | 113           | Louis Caput        | R 5ª          |
| 24          | Marcel De Mulder      | 21º         | 74                   | Jean Dacquay         | FT 16ª               | 114           | Joseph Cigano      | FT 2ª         |
| 25          | Germain Derijcke      | FT 16ª      | 75                   | Roger Hassenforder   | R 7ª                 | 115           | Marcel Dussault    | 62º           |
| 26          | René De Smet          | 34º         | 76                   | Jacques Marinelli    | R 5ª                 | 116           | Marcel Guitard     | 53º           |
| 27          | Marcel Hendrickx      | 64º         | 77                   | Georges Meunier      | 39º                  | 117           | Valentin Huot      | R 13ª         |
| 28          | Stan Ockers           | 6º          | 78                   | Gilbert Scodeller    | R 3ª                 | 118           | René Privat        | 52º           |
| 29          | Alfons Vandenbrande   | R 8ª        | 79                   | Jean Stablinski      | R 21ª                | 119           | René Remangeon     | FT 15ª        |
| 30          | Richard Van Genechten | 22º         | 80                   | Eugène Telotte       | 57º                  | 120           | Jacques Vivier     | 40º           |
| Spagna      | Spagna                | Spagna      | Ovest                | Ovest                | Ovest                |               |                    |               |
| 41          | Francisco Alomar      | 31º         | 81                   | Pierre Barbotin      | R 5ª                 |               |                    |               |
| 42          | Federico Bahamontes   | 25º         | 82                   | Albert Bouvet        | 63º                  |               |                    |               |
| 43          | Salvador Botella      | 54º         | 83                   | Georges Gilles       | 60º                  |               |                    |               |
| 44          | Dalmacio Langarica    | R 7ª        | 84                   | Emile Guerinel       | 65º                  |               |                    |               |
| 45          | Francisco Masip       | 55º         | 85                   | François Mahé        | 15º                  |               |                    |               |
| 46          | José Perez Llacer     | 44º         | 86                   | Jean Malléjac        | 5º                   |               |                    |               |
| 47          | Emilio Rodríguez      | 43º         | 87                   | Joseph Morvan        | FT 4ª/2ª             |               |                    |               |
| 48          | Manuel Rodríguez      | 45º         | 88                   | Jean Robic           | R 5ª                 |               |                    |               |
| 49          | Bernardo Ruiz         | 18º         | 89                   | André Ruffet         | R 7ª                 |               |                    |               |
| 50          | Andres Trobat         | 37º         | 90                   | Robert Varnajo       | 41º                  |               |                    |               |